# Bezirke im Kosovo
Die Bezirke im Kosovo (albanisch Rajonet e Kosovës, serbisch Управни окрузи на Косову Upravni okruzi na Kosovu) sind die höchste Verwaltungseinheit in der Republik Kosovo. 
Die heutige Einteilung der Bezirke wird wie die Republik Kosovo von Serbien nicht anerkannt. Serbien richtet sich noch nach der eigenen Gliederung der Verwaltungsbezirke. Vor der Unabhängigkeit als die UNMIK im Kosovo stationiert war, führten sie eine Neugliederung ein.
Die Fahrzeugkennzeichen im Kosovo sind nach den Bezirken unterteilt.
| Kfz   | Bezirke   | Gemeinden                                                                                                 | Dörfer | Einwohner (1991) | Einwohner (2021) | Lage im Kosovo |
| ----- | --------- | --- | ------ | ---------------- | ---------------- | -------------- |
| 01    | Pristina  | Drenas • Fushë Kosova • Gračanica • Lipjan • Obiliq • Podujeva • Pristina •                               | 298    | 494.677          | 490.272          |                |
| 02    | Mitrovica | Leposavić • Mitrovica e Jugut • Severna Kosovska Mitrovica • Skënderaj • Vushtrria • Zubin Potok • Zvečan | 267    | 275.904          | 224.120          |                |
| 03    | Peja      | Istog • Klina • Peja •                                                                                    | 118    | 236.823          | 180.272          |                |
| 04    | Prizren   | Dragash • Malisheva • Mamusha • Prizren • Suhareka •                                                      | 195    | 330.502          | 349.858          |                |
| 05    | Ferizaj   | Ferizaj • Han i Elezit • Kaçanik • Shtime • Štrpce •                                                      | 126    | 187.896          | 185.118          |                |
| 06    | Gjilan    | Gjilan • Kamenica • Klokot • Novo Brdo • Parteš • Ranilug • Vitia •                                       | 287    | 205.917          | 168.302          |                |
| 07    | Gjakova   | Deçan • Gjakova • Junik • Rahovec •                                                                       | 170    | 220.305          | 200.244          |                |
| Total | Total     | Total | 1.461  | 1.952.024        | 1.798.186        |                |